# Tsepo Masilela
Peter Tsepo Masilela (ur. 5 maja 1985 w Witbank) – południowoafrykański piłkarz grający na pozycji lewego obrońcy, zawodnik AmaZulu FC.

## Kariera klubowa
Karierę piłkarską Masilela rozpoczął w klubie Hellenic FC z Kapsztadu. W 2003 roku zadebiutował w jego barwach w Premier Soccer League i grał w nim do lata 2005 roku. Wtedy też drużyna została rozwiązana i przejęta przez nowego właściciela. Przemianowano ją na Benoni Premier United i tam Masilela grał przez kolejne dwa sezony swojej kariery.
Latem 2007 roku Masilela został sprzedany za 400 tysięcy euro do izraelskiego Maccabi Hajfa. Tam stał się podstawowym zawodnikiem i w pierwszej lidze zajął 5. miejsce. Od 2008 roku gra w Maccabi z rodakiem Thembinkosim Fantenim. W 2009 roku wywalczył pierwsze w karierze mistrzostwo Izraela. W sezonie 2011/2012 został wypożyczony do Getafe CF, w którym rozegrał 13 meczów.
Latem 2012 Masilela wrócił do RPA i został zawodnikiem Kaizer Chiefs FC. 8 listopada 2019 podpisał kontrakt z AmaZulu FC, umowa do 30 czerwca 2021.

## Kariera reprezentacyjna
W 2006 roku Masilela został powołany do reprezentacji RPA na Puchar Narodów Afryki 2006. 30 stycznia 2006 zadebiutował w kadrze narodowej, w meczu tego turnieju przegranym przez RPA 0:1 z Zambią. W 2008 roku zaliczył trzy grupowe mecze w Pucharze Narodów Afryki 2008.

## Statystyki

### Klubowe
| Sezon   | Klub                  | Kraj              | Rozgrywki             | Mecze | Bramki |
| ------- | --------------------- | ----------------- | --------------------- | ----- | ------ |
| 2003/04 | Hellenic FC           | Południowa Afryka | Premier Soccer League | 13    | 1      |
| 2004/05 | Hellenic FC           | Południowa Afryka | Premier Soccer League | 35    | 8      |
| 2005/06 | Benoni Premier United | Południowa Afryka | Premier Soccer League | 28    | 1      |
| 2006/07 | Benoni Premier United | Południowa Afryka | Premier Soccer League | 26    | 0      |
| 2007/08 | Maccabi Hajfa         | Izrael            | Ligat ha’Al           | 25    | 1      |
| 2008/09 | Maccabi Hajfa         | Izrael            | Ligat ha’Al           | 32    | 0      |
| 2009/10 | Maccabi Hajfa         | Izrael            | Ligat ha’Al           | 32    | 1      |
| 2010/11 | Maccabi Hajfa         | Izrael            | Ligat ha’Al           | 20    | 0      |
| 2011/12 | Getafe CF             | Hiszpania         | Primera División      | 13    | 0      |
| 2012/13 | Kaizer Chiefs         | Południowa Afryka | Premier Soccer League |       |        |